# Collegio elettorale di Genova - Chiavari
Il collegio di Genova - Chiavari fu un collegio elettorale uninominale della Repubblica Italiana per l'elezione del Senato della Repubblica. Apparteneva alla Circoscrizione Liguria e fu utilizzato per eleggere un senatore nella XII, XIII e XIV legislatura.
Venne istituito nel 1993 con la cosiddetta Legge Mattarella (Legge n. 276, Norme per l'elezione del Senato della Repubblica), attuata in seguito al referendum abrogativo del 1993. La legge istituì per la Camera dei deputati e per il Senato della Repubblica un sistema di elezione misto, in parte maggioritario e in parte proporzionale. Il 75% dei parlamentari dell'assemblea veniva eletto in collegi uninominali tramite sistema maggioritario a turno unico; il restante 25% al Senato veniva eletto tramite recupero proporzionale dei più votati non eletti attraverso un meccanismo di calcolo denominato "scorporo", cioè sottraendo dal conteggio dei voti totali di una lista nella parte proporzionale i voti ottenuti dai candidati collegati alla medesima lista che erano eletti nei collegi uninominali con il sistema maggioritario.
Il collegio venne abolito insieme a tutti gli altri che costituivano il Senato con la promulgazione della legge elettorale successiva, la cosiddetta Legge Calderoli. Questa prevedeva un sistema proporzionale con premio di maggioranza, che al Senato veniva attribuito a livello regionale.

## Territorio
Il collegio Genova - Chiavari era uno dei 6 collegi uninominali in cui era suddivisa la Liguria e, come previsto dal D.Lgs. del 20 dicembre 1993 n. 535, era interamente compreso nella provincia di Genova e comprendeva i seguenti comuni:Avegno, Bogliasco, Borzonasca, Busalla, Camogli, Carasco, Casella, Chiavari, Cicagna, Cogorno, Coreglia Ligure, Crocefieschi, Fascia, Favale di Malvaro, Fontanigorda, parte del comune di Genova (in particolare i quartieri San Vincenzo, Carignano, Foce, Brignole, San Martino, Albaro, San Giuliano, Lido, Puggia, Sturla, Quarto, Quartara, Castagna, Quinto e Nervi), Gorreto, Isola del Cantone, Lavagna, Leivi, Lorsica, Lumarzo, Mezzanego, Moconesi, Montebruno, Montoggio, Ne, Neirone, Orero, Pieve Ligure, Portofino, Propata, Rapallo, Recco, Rezzoaglio, Ronco Scrivia, Rondanina, Rovegno, San Colombano Certenoli, Santa Margherita Ligure, Santo Stefano d'Aveto, Savignone, Sori, Torriglia, Tribogna, Uscio, Valbrevenna, Vobbia e Zoagli.

## Eletti
| Elezione | Elezione                | Senatore     | Partito                  |
| -------- | ----------------------- | ------------ | ------------------------ |
|          | 1994                    | Enrico Serra | Polo delle Libertà (LN)  |
|          | 1996                    | Luigi Grillo | Polo per le Libertà (FI) |
| 2001     | Casa delle Libertà (FI) | Luigi Grillo |                          |

## Dati elettorali

### XII legislatura
|                               | Enrico Serra ✔️ Eletto | Polo delle Libertà | 75 728  | 38,00 |  |  |  |  |  |
|                               | Vincenzo Tagliasco     | Progressisti       | 52 867  | 26,53 |  |  |  |  |  |
|                               | Ugo Marchese           | Patto per l'Italia | 30 140  | 15,12 |  |  |  |  |  |
|                               | Giorgio Bornacin       | Alleanza Nazionale | 21 182  | 10,63 |  |  |  |  |  |
|                               | Giovanni Marongiu      | Marongiu Senatore  | 11 857  | 5,95  |  |  |  |  |  |
|                               | Alfio Batti            | Partito Pensionati | 7 501   | 3,76  |  |  |  |  |  |
| Totale                        | Totale                 | Totale             | 199 275 | 100   |  |  |  |  |  |
|                               |                        |                    |         |       |  |  |  |  |  |
| Voti non validi               | Voti non validi        | Voti non validi    | 11 398  | 5,41  |  |  |  |  |  |
| Votanti                       | Votanti                | Votanti            | 210 673 | 84,08 |  |  |  |  |  |
| Elettori                      | Elettori               | Elettori           | 250 573 |       |  |  |  |  |  |
|                               |                        |                    |         |       |  |  |  |  |  |
| Data: 27-28 marzo 1994        |                        |                    |         |       |  |  |  |  |  |
| Fonte: Ministero dell'interno |                        |                    |         |       |  |  |  |  |  |

### XIII legislatura
|                               | Luigi Grillo ✔️ Eletto               | Polo per le Libertà | 87 991  | 45,74 |  |  |  |  |  |
|                               | Maria Grazia Daniele Galdi ✔️ Eletta | L'Ulivo             | 80 662  | 41,93 |  |  |  |  |  |
|                               | Filippo Capozio                      | Lega Nord           | 23 701  | 12,32 |  |  |  |  |  |
| Totale                        | Totale                               | Totale              | 192 354 | 100   |  |  |  |  |  |
|                               |                                      |                     |         |       |  |  |  |  |  |
| Voti non validi               | Voti non validi                      | Voti non validi     | 11 234  | 5,52  |  |  |  |  |  |
| Votanti                       | Votanti                              | Votanti             | 203 588 | 82,21 |  |  |  |  |  |
| Elettori                      | Elettori                             | Elettori            | 247 632 |       |  |  |  |  |  |
|                               |                                      |                     |         |       |  |  |  |  |  |
| Data: 21 aprile 1996          |                                      |                     |         |       |  |  |  |  |  |
| Fonte: Ministero dell'interno |                                      |                     |         |       |  |  |  |  |  |

### XIV legislatura
|                               | Luigi Grillo ✔️ Eletto        | Casa delle Libertà                   | 96 352  | 49,85 |  |  |  |  |  |
|                               | Francesco Martone ✔️ Eletto   | L'Ulivo                              | 71 921  | 37,21 |  |  |  |  |  |
|                               | Riccardo Cecconi              | Partito della Rifondazione Comunista | 9 097   | 4,71  |  |  |  |  |  |
|                               | Giorgio Bonsignore            | Lista Di Pietro                      | 6 655   | 3,44  |  |  |  |  |  |
|                               | Giuliana Maria Rosa Graffigna | Pannella-Bonino                      | 5 272   | 2,73  |  |  |  |  |  |
|                               | Marisa Aureli                 | Democrazia Europea                   | 3 983   | 2,06  |  |  |  |  |  |
| Totale                        | Totale                        | Totale                               | 193 280 | 100   |  |  |  |  |  |
|                               |                               |                                      |         |       |  |  |  |  |  |
| Voti non validi               | Voti non validi               | Voti non validi                      | 8 018   | 3,98  |  |  |  |  |  |
| Votanti                       | Votanti                       | Votanti                              | 201 298 | 80,97 |  |  |  |  |  |
| Elettori                      | Elettori                      | Elettori                             | 248 618 |       |  |  |  |  |  |
|                               |                               |                                      |         |       |  |  |  |  |  |
| Data: 13 maggio 2001          |                               |                                      |         |       |  |  |  |  |  |
| Fonte: Ministero dell'interno |                               |                                      |         |       |  |  |  |  |  |